# جورج هنري تومسون
جورج هنري تومسون (بالإنجليزية: George Henry Thompson)‏ هو سياسي أسترالي، ولد في 1848 في أستراليا، وتوفي في 9 يونيو 1940 في بريزبان في أستراليا. حزبياً، نشط في Queensland Labor Party ‏. وقد انتخب Member of the Queensland Legislative Council ‏ (19 فبراير 1920 – 23 مارس 1922).